# Porsche 959
Pour les articles homonymes, voir 959.
 (décembre 2023).
La Porsche 959 est une voiture sportive produite par Porsche. Elle apparaît en 1983 au salon de Francfort sous la forme d'un prototype, la 911 Groupe B. Peu avant, la Fédération internationale de l'automobile (FIA) avait changé ses règlements pour encourager les constructeurs à faire de la compétition : il ne fallait plus commercialiser que deux cents exemplaires pour pouvoir prendre part aux compétitions du Groupe B. Intéressé par ce changement, Porsche développa une version routière de la 959 avec pour objectif de servir de vitrine technologique à la marque, sans se soucier du coût final de la voiture.
La 959 sera suivie par la 911 GT1 Straßenversion en 1996, puis par la Carrera GT en 2003, puis par la Porsche 918 en 2013.

## Version routière

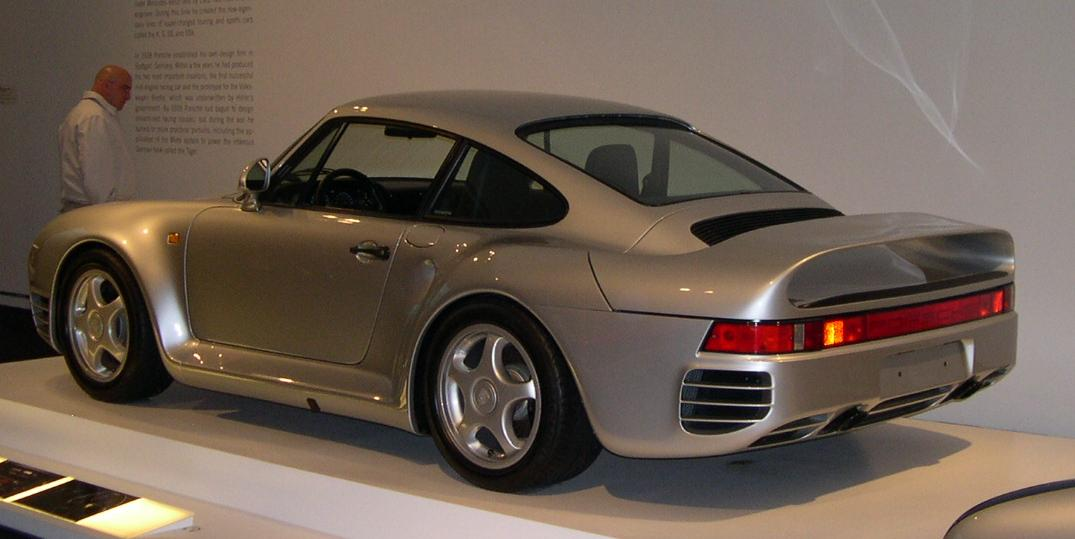
vue arrière de la Porsche 959.

Le projet est finalisé en 1985. Le moteur choisi a une cylindrée de 2,8 L, développant à la base 160 ch, auquel Porsche greffe deux turbos de 2 bars de pression, lui permettant de développer 450 ch pour un poids de 1 450 kg. Contrairement à la 911, le moteur de la 959 voit ses culasses refroidies par eau, une nécessité du fait de leur passage à quatre soupapes par cylindre au lieu de deux pour une 911. Les cylindres restent, quant à eux, refroidis par air.
Au niveau de la transmission, intégrale, Porsche a développé un système d'avant-garde, complexe et efficace, contrôlé électroniquement, à l'instar des WRC modernes.
Esthétiquement, l'avant de la voiture est proche de celui de la 911, mais les phares sont aplatis afin de diminuer le Cx à 0,31 contre 0,39 pour la 911 Turbo 3,3 L de 1978.
Les performances sont au rendez-vous : le 0-100 km/h est expédié en 3,7 s et le 0-200 km/h en 13,3 s (chiffres Porsche) pour la version « confort ». La vitesse maximale est de 317 km/h.
Si la Porsche 959 est restée dans les mémoires, ce n'est pas seulement pour ses performances mais aussi pour toutes les nouveautés techniques qu'elle renferme. Les amortisseurs se règlent tout seuls en fonction de la vitesse, les jantes sont en magnésium et possèdent un système dit « indéjantable » (DENLOC), les roues disposent de capteurs pour contrôler la pression des pneus (TPMS), il s'agit alors du premier véhicule de l'histoire à disposer d'un tel système, mis au point par Porsche. Les freins sont anti-bloquants (ABS), les disques sont percés et ventilés. La transmission intégrale à quatre roues motrices possède un répartiteur électronique à quatre modes, ce qui augmente le poids du véhicule, mais garantit une tenue de route exceptionnelle. Selon les conditions de conduite, la puissance passe ainsi de 50 à 80 % par les roues arrière.
Cette voiture dispose également de la direction assistée, d'un ordinateur de bord, de sièges en cuir, etc..
| Production                        |     |
| --------------------------------- | --- |
| Komfort                           | 254 |
| Sport                             | 29  |
| Prototypes et modèles de présérie | 37  |
| Version de course                 | 9   |
| 959 de 1992                       | 8   |
| TOTAL                             | 337 |

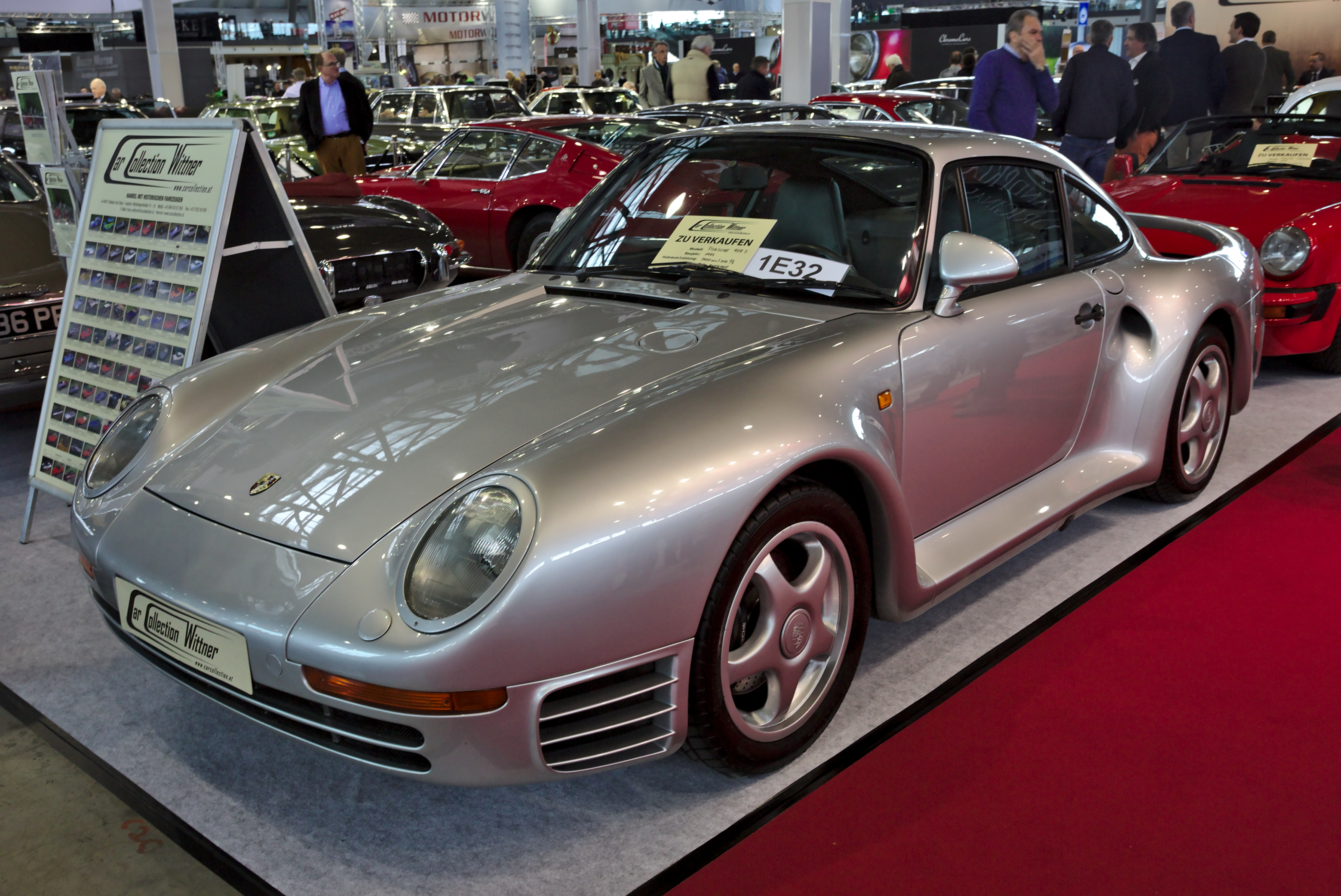
Porsche 959 S.

Lorsque la chaîne de production de la 959 fut arrêtée au printemps 1988, le nombre de voitures construites s’élevait à 283 véhicules de route. Il faut ajouter à ce chiffre les 37 prototypes et véhicules de préséries fabriqués qui pour la majorité ont été homologués route. N'oublions pas, les 9 voitures de course réalisés (dont trois châssis en version Dakar et un châssis type 961). Mais aussi les 29 modèles qui ont reçus la configuration "Sport", une version recevant un Flat 6 boosté à 515 ch, pour une Vmax de 339 km/h. Et contrairement à ce qu'on peut trouver sur internet, il n'y en a pas eu 37 mais 29 voitures puisque la dernière 959 S est numéroté "n°29". Ce qui signifie que 254 Porsche 959 Komfort ont été réalisés. En 1992, Porsche relance la production de la voiture car ils avaient suffisamment de pièces pour réaliser 8 voitures supplémentaires. 
Ce qui signifie qu'au total 337 voitures ont été réalisés, un chiffre confirmé par Randy Leffingwell dans son livre sur Porsche. Le chiffre officiel annoncé sur le site de Porsche (292) ne prend pas en compte les prototypes et les 8 voitures de 1992. 

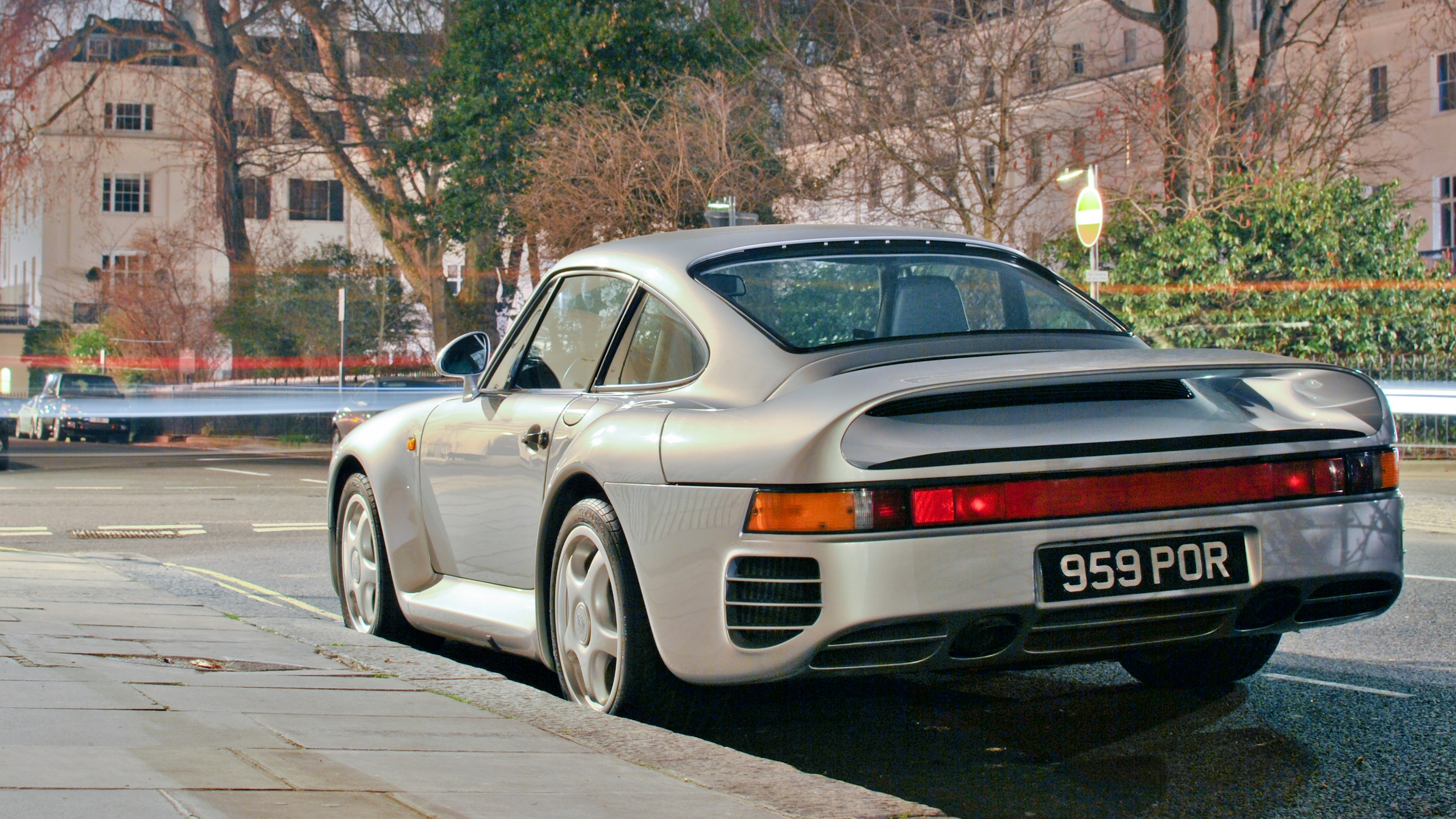
Une des 8 Porsche 959 de 1992

En effet 337- 37- 8= 292  

### Performances
- 0–80 km/h en 3,0 s
- 0–100 km/h en 3,7 s
- 0–120 km/h en 5,3 s
- 0–140 km/h en 6,5 s
- 0–160 km/h en 8,5 s
  - a
- 0–200 km/h en 13,3 s
- 400 m départ arrêté en 11,8 s
- 1 000 m départ arrêté en 21,6 s

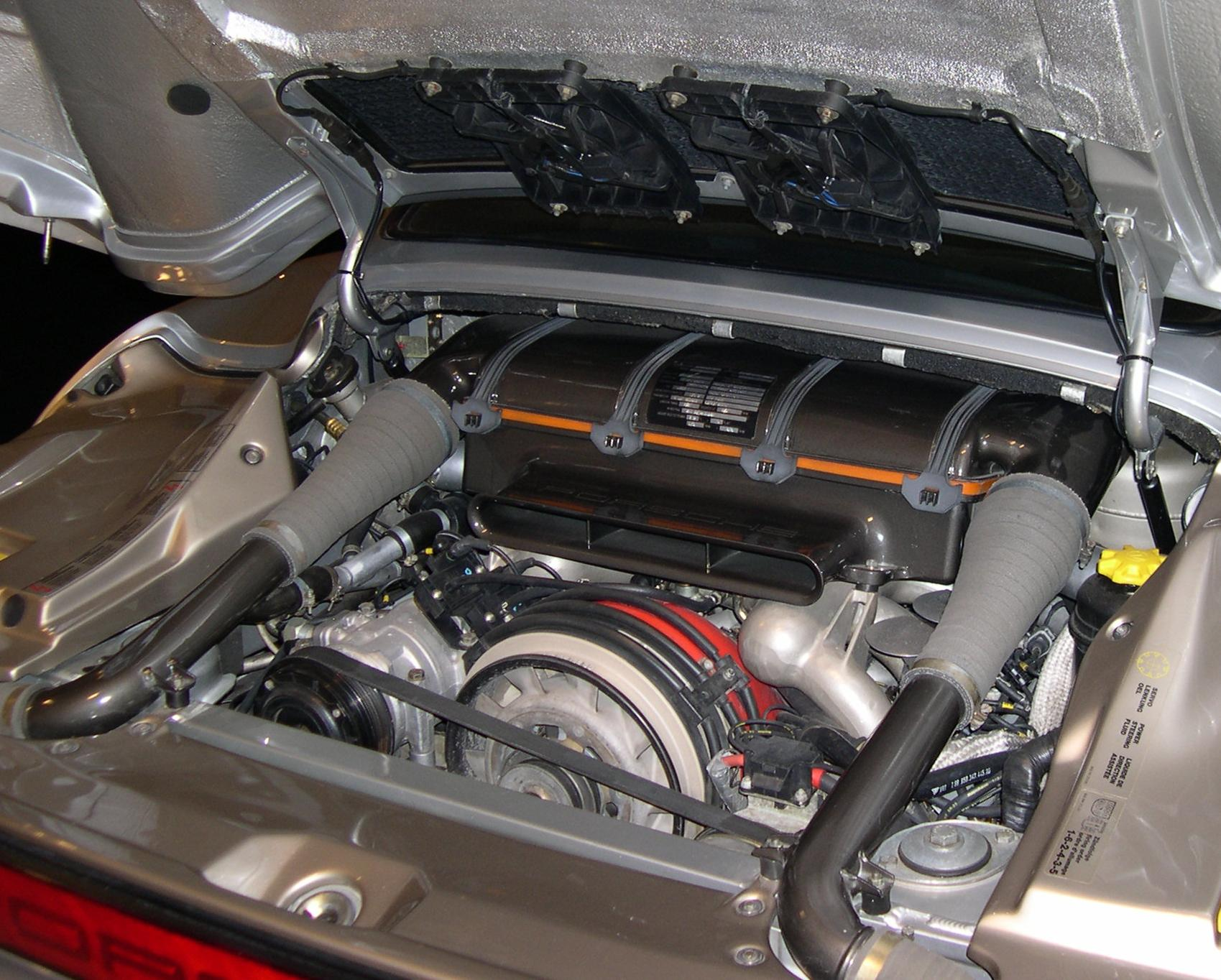
Moteur de la Porsche rallye 959.

- Vitesse maximale : 344 km/h (pour la version S) sinon 315 km/h
- Régime max : 7 200 tr/min

## Version tout-terrain

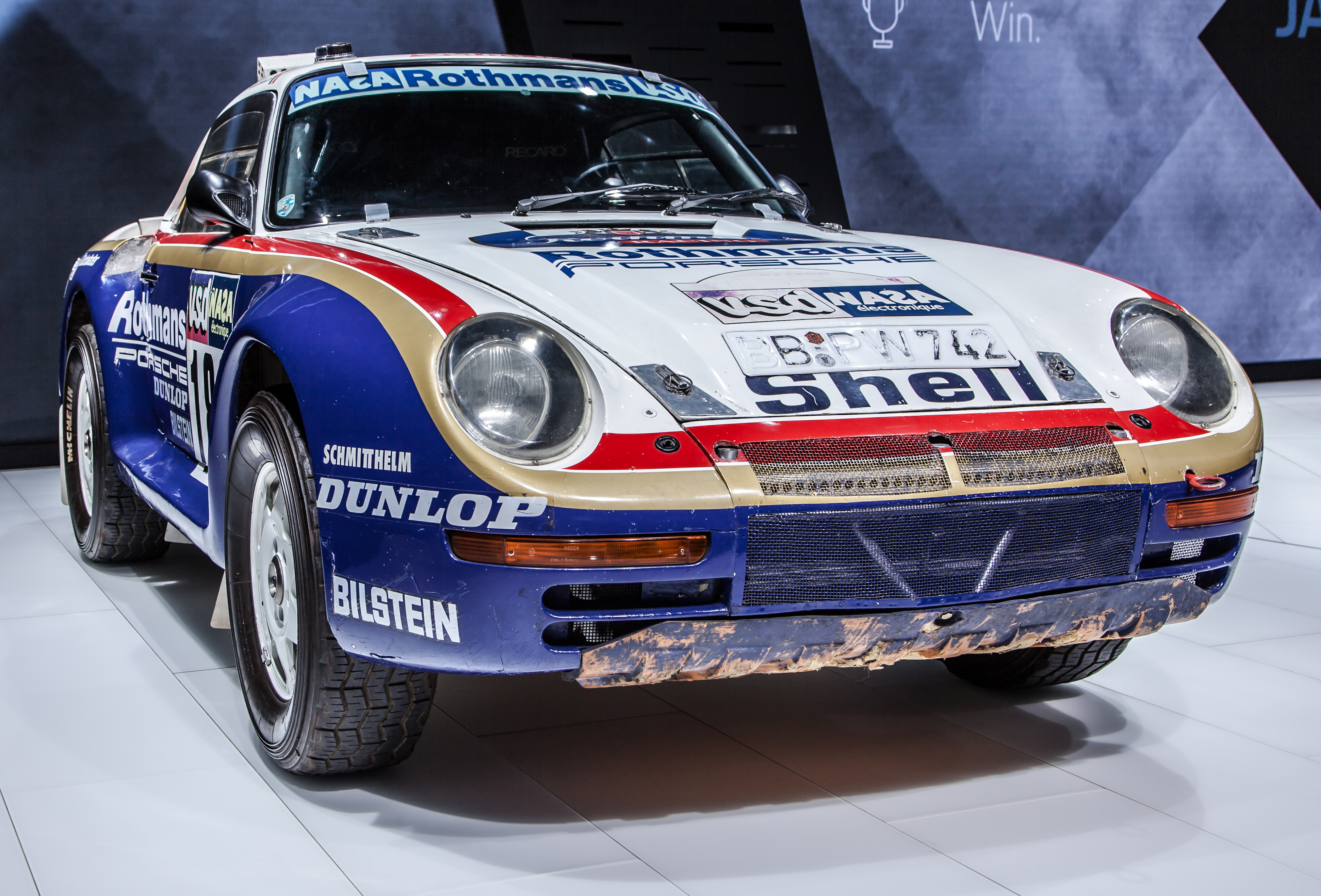
Porsche 959 ayant couru le Paris-Dakar.

Une version tout-terrain de la Porsche 959 participe en 1985 au rallye Paris-Dakar. Équipée d'un moteur 3 L développant 400 ch, donc nettement plus puissante que la concurrence, les trois voitures abandonnent, et un Mitsubishi Pajero piloté par Patrick Zaniroli et Jean da Silva remporte la victoire. En revanche, la 959 remporte facilement l'édition 1986, ce qui constitue un deuxième succès pour Porsche dans cette épreuve après celui d'une 911 Carrera SC 4×4 en 1984, succès conforme à la stratégie de Porsche qui était de gagner l'un des rallyes les plus prestigieux sans devoir investir dans une saison du championnat du monde des rallyes.

## Version course (961)
Une version de course (570 ch) est construite et participe aux 24 Heures du Mans en 1986. Première de sa catégorie (IMSA/GTX), elle termine à la septième place du classement général, un résultat honorable si l'on considère que toutes les voitures qui la précèdent appartenaient au Groupe C. À nouveau engagée au Mans en 1987 sous les couleurs du cigarettier Rothmans, elle abandonnera une course assez terne sur incendie.

## Dans les jeux vidéos
La Porsche 959 apparaît dans les jeux vidéo suivants :
- Test Drive II - The Duel en 1989.
- Need for Speed: Porsche 2000.
- Forza Motorsport 3.
- Forza Horizon 2.
- Forza Horizon 3.
- La Porsche 959 Rally Raid apparaît dans le jeu vidéo Forza Horizon 4.
- The Crew 2.
- Need for Speed: Hot Pursuit (en tant que voiture du pack Porsche Unleashed ainsi que plus tard dans le Remaster de ce jeu).
- Gran Turismo 7 (dans sa version Confort de 450 chevaux, avec la mise à jour du 30 Mars 2023).
- Forza Horizon 5.
- The Crew Motorfest.